# Jan Męciński (zm. 1713)
Jan Męciński z Kurozwęk herbu Poraj (zm. 1713) – kanonik krakowski, podkomorzy wieluński w latach 1699-1702, chorąży wieluński w latach 1689-1699 roku.
Poseł sejmiku wieluńskiego na sejm 1695 roku.